# خورخي أوسوريو
خورخي أوسوريو (بالإسبانية: Jorge Osório)‏ هو حكم تشيلي، ولد في 26 يونيو 1977.